# シグナルペプチド
シグナルペプチドは、タンパク質分子にある短い（3から60アミノ酸ほど）ペプチド配列で、細胞質内で生合成されたタンパク質の、輸送および局在化を指示する構造である。mRNAの翻訳開始点の上流部分でリボソーム結合領域を含み、翻訳に関与する。真核生物では通常翻訳されず、原核生物ではアテニュエーター配列を含むことがある。シグナル配列、あるいは局在シグナル、輸送（移行）シグナル、リーダー配列、リーダーペプチドなどとも呼ばれる。
最初に見出されたのは分泌（小胞体への輸送）を指示する配列であり、
かつてはこれを特にシグナルペプチドと呼んだ。このほかに、ゴルジ体・核・ミトコンドリアのマトリックス・葉緑体・ペルオキシソームなどのオルガネラへの輸送・局在化を指示するものが知られる。

## 小胞体シグナルペプチド
小胞体シグナルペプチドは最も研究の進んでいるシグナルであり、タンパク質分子のアミノ末端（N-末端；H2N-）にある5-10個ほどの疎水性アミノ酸を中心とする配列である。リボソームによって翻訳が開始され、まずシグナル部分が合成されると、シグナル認識粒子（Signal recognition particle：SRP）がこのシグナル配列を認識する。SRPはGTP結合性の調節タンパク質である。すると翻訳が一時的に中止され、SRPはリボソームと結合し、さらにこれが小胞体膜上にあるSRP受容体に結合する。このようにして多数のリボソームを結合した小胞体を粗面小胞体という。シグナル配列がSRPから解離し、膜にある小孔を貫通して小胞体内に移動するとともに翻訳が再開され、タンパク質が小胞体内に押し込まれる。膜タンパク質はそのままの形で輸送されるが、それ以外の分泌タンパク質はシグナルが小胞体内のペプチダーゼによって切除される。さらにタンパク質はゴルジ体に輸送されるが、小胞体保留シグナル（カルボキシル末端(C-末端；-COOH)の4アミノ酸を中心とする）がある場合には小胞体に送り返され、その他のシグナルがあればペルオキシソーム等に輸送され、それ以外は細胞外に分泌される。

## その他の輸送シグナルペプチド
核局在シグナル（Nuclear localization signal：NLS）はタンパク質を、核膜孔を通して核内へ移行させる配列である。ペプチド鎖の内部にあり、塩基性アミノ酸からなる。またさらに核内の核小体へ局在化させるシグナルとして核小体局在シグナル（Nucleolar localization signal：NoLSまたはNOS）があり、逆に核内から核外への核外移行シグナル（Nuclear exporting signal：NES）も明らかにされている。
ミトコンドリアのマトリックスへのシグナルペプチド（Mitochondrial targeting signal：MTS）は、2-3個の疎水性アミノ酸と塩基性アミノ酸が交互に現れるパターンからなる。
ペルオキシソームへのシグナルペプチドには2つのタイプがあり、PTS（Peroxisomal targeting signal）と呼ばれる。PTS1はC-末端の3アミノ酸からなる。PTS2は9アミノ酸からなり、多くはN-末端近くにある。

## シグナル配列の具体例
- 小胞体移行：H2N-Met-Met-Ser-Phe-Val-Ser-Leu-Leu-Leu-Val-Gly-Ile-Leu-Phe-Trp-Ala-Thr-Glu-Ala-Glu-Gln-Leu-Thr-Lys-Cys-Glu-Val-Phe-Gln-
- 小胞体保留：-Lys-Asp-Glu-Leu-COOH
- 核移行（NLS）：-Pro-Pro-Lys-Lys-Lys-Arg-Lys-Val-
- ミトコンドリアマトリックス：H2N-Met-Leu-Ser-Leu-Arg-Gln-Ser-Ile-Arg-Phe-Phe-Lys-Pro-Ala-Thr-Arg-Thr-Leu-Cys-Ser-Ser-Arg-Tyr-Leu-Leu-
- ペルオキシソーム（PTS1）：-Ser-Lys-Leu-COOH
- ペルオキシソーム（PTS2）：H2N-----Arg-Leu-X5-His-Leu-